# Generations (album)
Pour les articles homonymes, voir Generations.
Albums de Journey
Arrival
(2001) Revelation
(2008)
Generations est le 13e album studio du groupe rock américain Journey, sorti le 29 août 2005 en Europe et le 4 octobre 2005 aux États-Unis.
Cet album est le troisième pour le chanteur Steve Augeri après Arrival (2001) et Red 13 (2002).
Durant leur tournée américaine de l'été 2005, tous les spectateurs reçurent en cadeau une copie de l'album.

## Liste des titres
| No  | Titre                       | Durée |
| --- | --------------------------- | ----- |
| 1.  | Faith in the Heartland      | 6:56  |
| 2.  | The Place in Your Heart     | 4:20  |
| 3.  | A Better Life               | 5:40  |
| 4.  | Every Generation            | 5:52  |
| 5.  | Butterfly (She Flies Alone) | 5:56  |
| 6.  | Believe                     | 5:41  |
| 7.  | Knowing That You Love Me    | 5:21  |
| 8.  | Out of Harms Way            | 5:14  |
| 9.  | In Self-Defense             | 3:10  |
| 10. | Better Together             | 5:05  |
| 11. | Gone Crazy                  | 4:04  |
| 12. | Beyond the Clouds           | 6:54  |
| 13. | Never Too Late              | 4:59  |
| 14. | Pride of the Family         | 4:00  |

## Membres du groupe
- Steve Augeri - Chant
- Neal Schon - Guitare, chœurs
- Ross Valory - Basse, chœurs
- Jonathan Cain - Claviers, chœurs
- Deen Castronovo - Batterie, percussions